# Susann Pásztor
Susann Pásztor (* 1957 in Soltau) ist eine deutsche Schriftstellerin.

## Leben und Werk
Susann Pásztor ist die Tochter eines ungarischen Vaters und einer deutschen Mutter. Sie studierte zunächst Kunst und Pädagogik.
Bekannt geworden ist Pásztor durch ihren ersten Roman, Ein fabelhafter Lügner (2010), der in mehrere Sprachen übersetzt wurde. Die Handlung ist von der Geschichte ihrer eigenen jüdisch-ungarischen Familie inspiriert. Ihr zweiter Roman, Die einen sagen Liebe, die anderen sagen nichts, ist die Geschichte einer Frau auf der Suche nach der großen Liebe und wurde 2013 veröffentlicht. In ihrem dritten Roman, Und dann steht einer auf und öffnet das Fenster (2017), beschäftigt sie sich – eingebettet in die Beschreibung einer Vater-Sohn-Beziehung – mit dem Thema Sterbebegleitung. Nach einer Ausbildung durch die Stiftung Lazarus-Diakonie Berlin ist Pásztor seit Anfang der 2010er-Jahre selbst im ambulanten Hospizdienst ehrenamtlich tätig.
Pásztor lebt in Berlin und arbeitet heute als Illustratorin, Autorin und Übersetzerin.

## Auszeichnungen
Pásztor wurde 2012 für ihren Debütroman mit dem Berthold-Auerbach-Literaturpreis ausgezeichnet. 2018 erhielt sie für Und dann steht einer auf und öffnet das Fenster den Evangelischen Buchpreis.

## Romane
- Ein fabelhafter Lügner. Kiepenheuer & Witsch, Köln 2010, ISBN 978-3-462-04219-1.
- Die einen sagen Liebe, die anderen sagen nichts. Kiepenheuer & Witsch, Köln 2013, ISBN 978-3-462-04526-0.
- Und dann steht einer auf und öffnet das Fenster. Kiepenheuer & Witsch, Köln 2017, ISBN 978-3-462-04870-4.
- Die Geschichte von Kat und Easy. Kiepenheuer & Witsch, Köln 2021, ISBN 978-3-462-05281-7.
- Von hier aus weiter. Kiepenheuer & Witsch, Köln 2025, ISBN 978-3-462-00568-4